# Barbodes balleroides
Barbodes balleroides és una espècie de peix cipriniforme de la família dels ciprínids.

## Morfologia
Els mascles poden assolir els 30 cm de longitud total.

## Distribució geogràfica
Es troba des del Vietnam fins a Indonèsia.